# Gostavățu
Gostavățu est une commune roumaine située dans le județ d'Olt.